# José L. Lozán

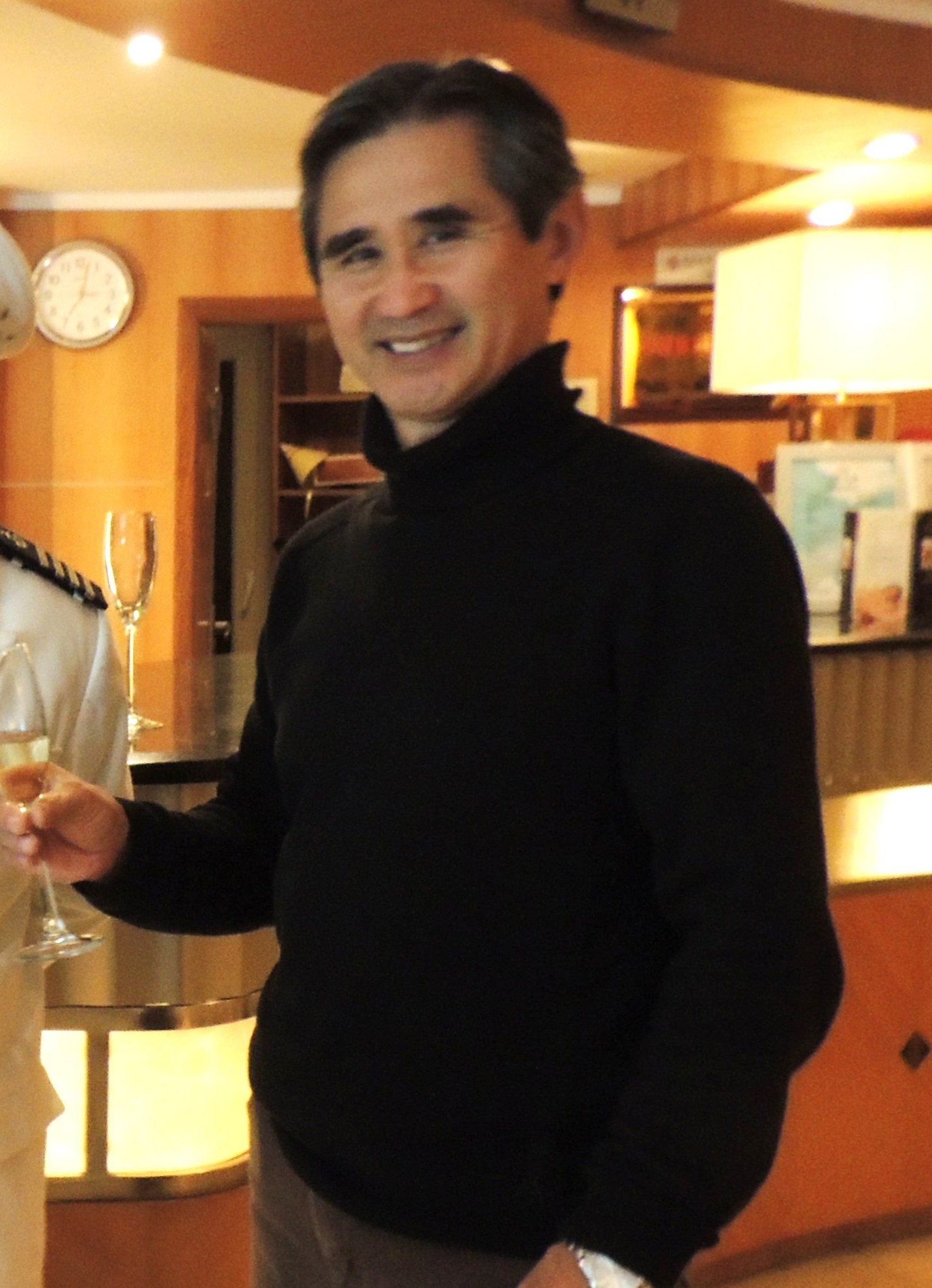
José L. Lozán (2014)

José Luis Lozán (* 1947) ist ein peruanischer wissenschaftlicher Autor und Chefredakteur der Buchreihe Warnsignale. Er setzt sich mit Umwelt- und Klima-Problemen auseinander und veröffentlicht populärwissenschaftliche Bücher. In seiner Buchreihe sind seit 1990 zwanzig Bände mit Beteiligung von über 1500 Wissenschaftlern aus rund 400 Instituten erschienen.

## Leben
Seit 1970 lebt Lozán in Hamburg. Er promovierte 1989 im Bereich Meeresbiologie an der Universität Hamburg. Von 1985 bis 1989 forschte Lozán, gefördert durch die Deutsche Forschungsgemeinschaft, in der Nordsee. 

## Buchreihe Warnsignale – Warnsignal-Klima
Der erste Band Warnsignale aus der Nordsee entstand, als in der Nordsee von 1988 bis 1989 massive ökologische Probleme auftraten. Nährstoffeinträge führten zu deutlichen Anzeichen von Eutrophierung und Sauerstoffmangel in den Sommermonaten, was u. a. Fischsterben zur Folge hatte. In der Zeit entstand die Idee, das Buch unter dem Motto „Wissenschaftler informieren direkt“ mit Kollegen zusammen herauszugeben. Inzwischen hat sich der ökologische Zustand der Nordsee verbessert. Zusammen mit anderen Kollegen erhielt Lozán von der Schutzgemeinschaft Nordseeküste den Nordsee-Umweltpreis 1992.
Im Anschluss veröffentlichte er weitere Bücher.
- Warnsignale aus dem Wattenmeer (1994),
- Warnsignale aus der Ostsee (1996),
- Warnsignale aus Flüsse & Ästuaren (1996),
- Warnsignale aus Nordsee & Wattenmeer (2003)

### Bücher Warnsignal-Buchreihe
- Warnsignal Klima: Das Klima des 21. Jahrhunderts (1998)
- Warnsignal Klima: Genug Wasser für alle? Genügend Wasser für alle – ein universelles Menschenrecht (2005)[2]
- Warnsignale aus den Polarregionen (2006)
- Warnsignal Klima: Die Meere, Änderungen & Risiken - Mehr Klimaschutz – Weniger Risiken für die Zukunft (2011)[3]
- Warnsignal Klima: Die Polarregionen, Gebiete höchster Empfindlichkeit mit weltweiter Wirkung (2014)[4]
- Warnsignal Klima: Gesundheitsrisiken, Gefahren für Pflanzen, Tiere & Menschen (2008) – 2. Aufl. 2014 (nur online)[5]
- Warnsignal Klima: Das Eis der Erde (2015)[6]
- Warnsignal Klima: Biodiversität (2016)[7]
- Warnsignal Klima: Wetterextreme (2018)[8]
- Warnsignal Klima: Städte (2019)[9]
- Warnsignal Klima: Hochgebirge im Wandel (2020)[10]
- Warnsignal Klima: Boden & Landnutzung (2021)[11]

#### Englische Versionen
- Climate of the 21st Century: Changes and Risks (2001)
- Global Change: Enough water for all? (2007)

Lozán ist ferner Autor des Buches Angewandte Statistik für Naturwissenschaftler.

### Website Warnsignal Klima –Wissenschaftler informieren direkt
Seit 2005 gibt Lozán mit anderen Wissenschaftlern die Website Wissenschaftler informieren direkt heraus. Sie enthält die letzten zehn Klima-Bände der oben genannten Buchreihe kostenlos in deutscher Sprache mit einer deutschen und englischen Zusammenfassung. Dazu erschienen Broschüren, die unter Schülern, Studenten und interessierten Laien verteilt wurden.
Bei Lehrveranstaltungen und Vorträgen von Lozán, u. a. in Argentinien, Kolumbien und Peru, standen ebenfalls der Klimawandel und Klimaschutz im Mittelpunkt.

## Auszeichnungen
- 1992: Nordsee-Umweltpreis von der Schutzgemeinschaft Nordseeküste (SDN)
- 2019: Bundesverdienstkreuz am Bande, aufgrund seiner wissenschaftlichen Tätigkeiten und sozialen Projekte, vom Bundespräsident Frank-Walter Steinmeier.[14][15]

## Weitere Veröffentlichungen (Auswahl)
- (2021): Lozán, J. L., S.-W. Breckle & H. Graßl: Böden und Vegetation: Definition, Verteilung und Bedeutung. In: WARNSIGNAL KLIMA: Boden und Landnutzung, Wissenschaftliche Auswertungen, Hamburg. 15-25.[16]
- (2021): Lozán, J. L. & S.-W. Breckle: Deutsche Wälder sind massiv geschädigt. In: WARNSIGNAL KLIMA: Boden und Landnutzung, Wissenschaftliche Auswertungen, Hamburg. 86-93.[17]
- (2021): Lozán, J. L., S.-W. Breckle & L. Schirrmeister: Die arktischen Permafrostböden tauen auf – Wechselwirkung mit dem Klima. In: WARNSIGNAL KLIMA: Boden und Landnutzung, Wissenschaftliche Auswertungen, Hamburg. 117-124.[18]
- (2021): S.-W. Breckle & J.L. Lozán: Greening (mehr Grün) und Browning (mehr Braun). Wie sind die Trends? In: WARNSIGNAL KLIMA: Boden und Landnutzung, Wissenschaftliche Auswertungen, Hamburg. 162-167.[19]
- (2021): Lozán, J. L., E. Rachor & S.-W. Breckle:Bergbau: Beeinträchtigung von Boden, Landschaft und Klima. In: WARNSIGNAL KLIMA: Boden und Landnutzung, Wissenschaftliche Auswertungen, Hamburg. 210-217.[20]

## Soziale Projekte
Das größte Projekt war der Bau der Hauptbibliothek der Stadt Pisco in Kooperation mit Lions Clubs Hamburg nach dem Erdbeben von 2007.